# The Jerusalem Post
 The Jerusalem Post è una testata quotidiana israeliana di lingua inglese. Ne esiste anche una versione settimanale internazionale pubblicata in lingua francese.

## Storia
Fondato il 1º dicembre 1932 come Palestine Post da Gershon Agron, il giornale sosteneva la battaglia per un "focolare nazionale" ebraico nella Palestina mandataria e s'opponeva apertamente alla politica britannica di restrizione all'immigrazione ebraica, ben prima dell'Olocausto. Il giornale fu chiamato The Jerusalem Post nel 1950, dopo l'indipendenza d'Israele.
Si collocò per decenni nell'area politica riformista, di centro-sinistra, e sostenne senza mezzi termini la politica e l'ideologia propugnata dal Partito Laburista Israeliano fino al 1989, anno del suo acquisto da parte della Hollinger Inc. e il passaggio sotto controllo del magnate conservatore canadese Conrad Black. Il Jerusalem Post cambiò allora vistosamente la sua linea editoriale e sostenne senza mezzi termini il partito Likud. Un gran numero di giornalisti si dimise ed essi fondarono il Jerusalem Report. Attualmente il punto di vista del Jerusalem Post sull'attualità è giudicato di centro-destra, benché vi compaiano talora anche articoli di centro-sinistra.
Le sue posizioni sull'economia sono vicine a quelle del neoliberismo. Opera tra l'altro per riformare il sistema israeliano, a favore di uno stretto controllo della spesa pubblica, per la limitazione degli aiuti sociali e il welfare, per una diminuzione delle tasse e per l'adozione di leggi contrarie alla creazione di imprese monopolistiche.
Il Jerusalem Post è un concorrente del giornale di centro-sinistra Haaretz, che pubblica anch'esso un'edizione in inglese dagli anni Novanta. Come gli altri giornali israeliani, il Jerusalem Post esce ogni giorno, salvo il sabato (lo Shabbat è giorno sacro per l'ebraismo) e nelle altre festività del calendario religioso e civile. L'attuale caporedattore è Yaakov Katz.
Il 16 novembre 2004, Hollinger ha rivenduto il giornale a un editore di giornali israeliano di Tel Aviv, la Mirkaei Tikshoret Limited. Il gruppo di media CanWest Global Communications ha annunciato un accordo per partecipare al 50% al capitale sociale del quotidiano, ma l'affare è caduto.